# Clara Kathlenn Rogers
Clara Kathlenn Rogers (n. Cheltenham, Gloucestershire, el 14 de enero de 1844 - m. Boston, Massachusetts, el 8 de marzo de 1931), nacida Clara Kathlenn Barnett, fue una compositora británica. Realizó sus estudios musicales en Leipzig, Berlín y Milán con grandes maestros y emigró seguidamente a Estados Unidos en 1871 como virtuosa prima donna de ópera. Allí se casó con el músico Henry M. Rogers y por ello adoptó el seudónimo de «Clara Doria». Tras dejar los escenarios, impartió clases en el Conservatorio de Nueva Inglaterra. Son obras de su inspirada pluma varias sonatas para violín, piezas para el piano y canciones artísticas; pero también textos de teoría de la música y el canto muy relevantes como La filosofía del cantante, Mi voz y yo, Diccionarios de canto y textos o La voz y el texto.
- Datos: Q5126007